# リッキー・ウィルソン
リッキー・ウィルソン（Ricky Wilson、1953年3月19日 - 1985年10月12日）は、アメリカ合衆国出身のギタリスト。The B-52'sの創設メンバーの一人。メンバーのシンディ・ウィルソンは妹。AIDSによる合併症により死去した。

## 来歴
ジョージア州アセンズ生まれ。父親のボビー・ジャック・ウィルソンは消防士、3歳のときに妹のシンディが生まれた。テレビ放送局「National Educational Television」の番組「Learning Folk Guitar」でフォークギターを覚えた。クラーク・セントラル高校に入学すると、シルバートーンのギターを手に入れ、夏休みに地元のごみ廃棄場でアルバイトをして貯めた金で2トラックのテープレコーダーを購入した。この頃に聴いた子ども用の音楽やママス&パパス、エスケリータなどが音楽活動の源泉にあると述べている。
1969年半ばに地元のヘッドショップ（マリファナなどを売る店）でキース・ストリックランドと出会う 。音楽の好みと東洋神秘主義への関心が一致していたため、二人はすぐに親しくなり、自身が同性愛者であることをストリックランドに密かに打ち明けた。なおストリックランドは1992年に自身が同性愛者であることを公表している。
同年から1971年まで、ストリックランド、ルイスヴィルに住む同級生のピート・ラヴ、地元に住むオーウェン・スコット三世と4人で「Black Narcissus」というバンドを組み、音楽活動を行った。1976年にジョージア大学を卒業すると、ストリックランドを誘ってヨーロッパを巡った。帰国後、ストラックランドの父親がマネージャーとして働ていたサウスイースターン・ステージズ・バス・ステーションに勤務する。
1976年の終わりに、妹のシンディ・ウィルソン、ストリックランド、ケイト・ピアソン、フレッド・シュナイダーと5人で地元の中華レストランでカクテルの「Flaming volcano」を分け合い、意気投合。オーウェン・スコット三世の家でセッションを行い、The B-52'sは結成された。1977年、友だちのために開かれたバレンタインデーのパーティで彼らは最初の演奏を披露した。
1978年4月、The B-52'sとして地元のレーベル会社、DBレコードからシングル「ロック・ロブスター」を発表した。1979年、グループはワーナー・ブラザース・レコードと契約。クリス・ブラックウェルのプロデュースの下、同年7月6日にアルバム『警告! THE B-52'S来襲』を発表した。この年に発売されたトム・ヴァーレインのファースト・アルバム『醒めた炎』のレコーディングに参加し、「Breakin' in My Heart」でギターを弾いた。
特異なギターのチューニング（3弦、または3弦と4弦の両方を外し、その他のいくつかの弦も通常とは異なる高さでチューニング）はグループの音楽に決定的な影響を及ぼした。
1983年4月に発売された3枚目のアルバム『Whammy!』の制作中、ウィルソンはHIVに感染していることに気づいた。そのことはストリックランドのみに告げられた。
1985年7月、グループでニューヨークのシグマ・サウンド・スタジオに入り、次のアルバムのためのレコ―ディングを行った。この頃には体の衰弱は覆い隠せないものとなっており、同年の10月12日にニューヨークのメモリアル・スローン・ケタリング癌センターでAIDSによる合併症により死去した。 32歳没。
4枚目のアルバム『Bouncing Off the Satellites』は1986年9月に発売されるが、ウィルソンの死に打ちのめされたメンバーはプロモーションをほとんど行わず、ツアーもしなかった。